# Isotta Fraschini

Isotta Fraschini (Ізотта Фраскіні) — з 1900 року італійський виробник автомобілів. У 1907 році компанію купує фірма Lorraine-Dietrich. Штаб-квартира розташована в Мілані. У 1949 році компанія припинила виробництво автомобілів. У 1996 році була спроба відродити марку.

## Компанія Isotta Fraschini у складі компанії Lorraine-Dietrich
| Текст вилучений зі статті через підозру в порушенні авторських прав |
| Текст, який раніше перебував на цій сторінці, запідозрений у порушенні авторських прав через те, що є дослівним перекладом з таких джерел: https://www.drive2.ru/b/288230376152228413 Тому, хто поставив цей шаблон: на сторінку обговорення користувача, який розмістив цю статтю, чи додав текст з порушенням авторського права, варто додати повідомлення {{subst:Nothanks tr\|Isotta Fraschini\|url=https://www.drive2.ru/b/288230376152228413 }} --~~~~. |
| До уваги користувача, який розмістив цю статтю Не редагуйте статтю зараз, навіть якщо ви збираєтеся її переписати. Додержуйтеся вказівок нижче. - Якщо власник авторських прав на зазначений вище матеріал дозволяє використати його на умовах GNU FDL без незмінюваних секцій та Creative Commons із зазначенням автора / розповсюдження на тих самих умовах, будь ласка, сповістіть про це на сторінці обговорення цієї статті. - Якщо правовласником є ви, додайте на зазначеному вище ресурсі примітку: «This article is licensed under the Creative Commons Attribution-ShareAlike license». - Якщо дозволу на використання цього матеріалу нема, будь ласка, зробіть одне з двох: 1. Напишіть хоча б гарний накид статті на цій підсторінці. Зверніть увагу: не треба копіювати текст, що порушує авторські права, на зазначену підсторінку й редагувати його. Якщо ви взялися за написання нової статті, не забудьте сповістити про це на сторінці обговорення. 2. Залиште все як є, і тоді стаття буде вилучена. У випадку, якщо новий текст написаний не буде, ця стаття буде вилучена через тиждень після появи цього попередження. (Детальніше див. документацію шаблону.) Вихідний текст цієї статті з можливим порушенням копірайту можна знайти в історії змін. Зверніть увагу, що розміщення у Вікіпедії матеріалів, включаючи дослівний переклад, автор яких не надав явного дозволу на їхнє використання відповідно до ліцензії GNU FDL без незмінюваних секцій та Creative Commons із зазначенням автора / розповсюдження на тих самих умовах, може бути порушенням законів про авторське право. Користувачі, які додають до Вікіпедії такі матеріали, можуть бути тимчасово позбавлені права редагувати статті. Незважаючи ні на що, ми завжди раді вашим оригінальним статтям. Дякуємо. |

## Список легкових автомобілів Isotta Fraschini
- 1902 - Isotta Fraschini 6CV
- 1903 - Isotta Fraschini 24CV
- 1904 - Isotta Fraschini 12CV
  - Isotta Fraschini 16CV
- 1909 - Isotta Fraschini Tipo FENC
  - Isotta Fraschini Tipo 15/20
  - Isotta Fraschini Tipo 20/30
  - Isotta Fraschini Tipo 30/40
  - Isotta Fraschini Tipo 50/60
- 1910 - Isotta Fraschini Tipo 25/35
  - Isotta Fraschini Tipo 35/45 TM
  - Isotta Fraschini Tipo 50/65
  - Isotta Fraschini Tipo 100/200 KM
- 1912 - Isotta Fraschini Tipo 12/15
  - Isotta Fraschini Tipo 16/20
  - Isotta Fraschini Tipo 20/25
  - Isotta Fraschini Tipo 27/80
  - Isotta Fraschini Tipo 30/35
  - Isotta Fraschini Tipo 30/55
  - Isotta Fraschini Tipo 100/100
  - Isotta Fraschini Tipo 120/130
- 1919 - Isotta Fraschini Tipo 8/50
- 1925 - Isotta Fraschini Tipo 8A
  - Isotta Fraschini Tipo 8AS
- 1931 - Isotta Fraschini Tipo 8B
- 1948 - Isotta Fraschini 8C Monterosa
- 1996 - Isotta Fraschini T8